# 許忠富
許忠富（1968年12月26日—），臺灣雲林縣政治人物、民主進步黨黨員，現任麥寮鄉鄉長，曾任第16屆雲林縣議會議員、雲林縣政府機要秘書、第17屆麥寮鄉鄉長、麥寮拱範宮主任委員。

## 個人背景
許忠富出生於雲林縣麥寮鄉貧窮農家，求學時期就讀私立嘉南商工，並於環球科技大學取得企業管理副學士資格。從小依歸於雲林當地麥寮拱範宮，擔任宮廟主任委員，期間持續不斷進行古蹟修建；曾經擔任褒忠鄉代理鄉長、雲林縣政府機要秘書；當選雲林縣議員、麥寮鄉鄉長，曾於鄉長任內向台塑六輕爭取到各種建設經費。

## 政治參與
2005年參選雲林縣第5選區議員，2014年參選雲林縣麥寮鄉鄉長，兩次選舉分別獲得8,280票、1萬5,784票，皆當選。2018年，許忠富原先對外表示有意參選連任鄉長並獲鄉內各界協調禮讓，然而突於8月登記競選截止前數小時宣布不參與選舉，改由蔡長昆參選且只有其一人競逐，因而引發爭議。同年12月，許忠富於高鐵雲林站外遭不明男子毆打致傷，兇嫌於半個月後落網送辦。
2019年4月，許忠富參與民進黨2020年雲林縣第1選區立委初選，民調結果以24.31%成績領先其他對手，獲得民進黨提名參選該屆立法委員，但於同年10月，民進黨決定徵召現任立委蘇治芬，迎戰國民黨張嘉郡。2019年11月14日，民進黨中執會通過2020年不分區立法委員提名名單，許忠富名列第19名。選舉結果政黨得票數481萬1,241票、得票率33.98%，分配到13席不分區席次，許忠富未能當選該屆立法委員。2022年，許忠富回鍋角逐麥寮鄉鄉長，但競選失利。
2024年，原麥寮鄉鄉長蔡長昆買票遭解職，故許忠富決定參選鄉長補選。由於民進黨決議不提名且不徵召該次選舉的人選，因此以無黨籍參選並當選。

## 選舉紀錄
| 年度 | 選舉屆數               | 選舉區                                 | 所屬政黨   | 得票數    | 得票率 | 當選標記 | 備註 |
| ---- | ---------------------- | -------------------------------------- | ---------- | --------- | ------ | -------- | ---- |
| 2005 | 第十六屆雲林縣議員選舉 | 雲林縣第五選舉區                       | 無黨籍     | 8,280     | 14.59% |          |      |
| 2009 | 第十六屆麥寮鄉鄉長選舉 | 雲林縣麥寮鄉                           | 無黨籍     | 9,065     | 48.35% |          |      |
| 2014 | 第十七屆麥寮鄉鄉長選舉 | 雲林縣麥寮鄉                           | 民主進步黨 | 15,784    | 64.83% |          |      |
| 2020 | 第十屆立法委員選舉     | 全國不分區及僑居國外國民立法委員選舉區 | 民主進步黨 | 4,811,241 | 33.98% |          |      |
| 2022 | 第十九屆麥寮鄉鄉長選舉 | 雲林縣麥寮鄉                           | 民主進步黨 | 5,673     | 22.17% |          |      |
| 2024 | 第十九屆麥寮鄉鄉長補選 | 雲林縣麥寮鄉                           | 無黨籍     | 9,047     | 48.85% |          |      |

## 外部連結
- 許忠富的Facebook專頁